# Sapudi-Inseln
Die Sapudi-Inseln (indonesisch Kepulauan Sapudi) sind eine indonesische Inselgruppe nordöstlich von Java.

## Geographie
Die Sapudi-Inseln liegen 20 Kilometer östlich der Insel Madura, jenseits der Straße von Sapudi, und westlich der Kangeaninseln.
13 Inseln gehören zum Archipel. Größte Insel ist Sapudi, im Westen der Inselgruppe. Ihr folgt acht Kilometer östlich, auf der anderen Seite der Straße von Raas mit Raas (Ra’as) die zweitgrößte Insel. Der Küste von Raas sind mehrere Inseln vorgelagert, etwas weiter östlich liegt die Insel Tonduk (Tundu). Acht Kilometer nördlich der Nordwestens von Raas liegt das Riff Koset. Nordöstlich von Raas befindet sich eine Kette weiterer kleiner Inseln. Im Westen zunächst Sarok, dann das Trio Talango Aeng, Talango Tengah und Klosot (Talango Timur) und schließlich Guwa Guwa (Goagoa, Gua-Gua) mit dem kleinen Eiland zwei Kilometer im Norden. 13 Kilometer nordöstlich von Sapudi liegt die Insel Pajangan (Payangan) und sechs Kilometer südöstlich davon befindet sich Bulumanuk. Die Länge des gesamten Archipels in West-Ost-Richtung beträgt etwa 56 Kilometer.
Die Inseln gehören zum Regierungsbezirk (indonesisch Kabupaten) Sumenep der Provinz Ostjava (indonesisch Jawa Timur). Die Insel Sapudi teilt sich in die Distrikte (indonesisch Kecamatan) Gayam und Nonggunong. Zu letzterem gehören auch die Inseln Bulumanuk und Pajangan. Raas und die restlichen Inseln gehören zum Distrikt Raas.
Außer Sapudi und Raas sind die Inseln flach.

## Einwohner
Auf der Inselgruppe leben 68.830 Menschen (Zensus 2010). Als lokale Sprache dient der östliche Dialekt des Maduresischen. Der Großteil der Bevölkerung sind Muslime.

## Geschichte
Sapudi gehörte zum Herz der Sumenep-Kultur. Der legende nach regierte hier Adipoday über Sapudi und die umgebenden Inseln. Er gilt als der mutmaßliche Vater von Jokotole, dem Volksheld von Madura. Das Grab von Adipoday befindet sich in Nyamplong, im Westen der Insel, und gilt als Zentrum einer spirituellen Kraft. Regelmäßig pilgern Menschen zum Grab, zum Meditieren und Beten. Adipoday soll auch für die Calophyllum inophyllum-Bäume verantwortlich sein. Angeblich ordnete er die Anpflanzung auf der Insel an. Auch die Rinderzucht soll Adipoday auf der Insel eingeführt haben. Sapudi ist bekannt für Stierrennen, die hier angeblich erfunden wurden.
1895 gab es auf Sapudi und dem benachbarten Raas 286 Segelboote, sogenannte Perahu und Letelete. Sie dienten zum Handel, so zum Transport der auf der Insel gezüchteten Rinder und fuhren bis Singapur und Medan. 1903 waren es sogar 440 Boote. In den frühen 1980er-Jahren wurden die Boote motorisiert. In den letzten Jahrzehnten sank jedoch die Bedeutung des Rinderhandels, da Auswanderer im Süden Kalimantans und auf Madura als Konkurrenz auftraten.